# エクトプラズム

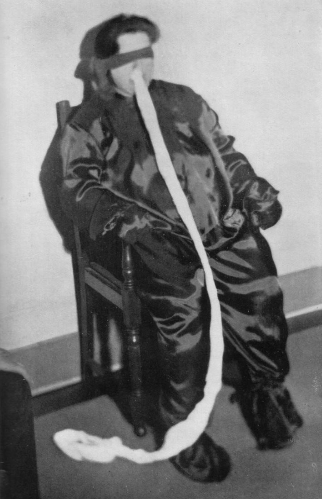
ヘレン・ダンカンのエクトプラズム

エクトプラズム（英: ectoplasm）とは、シャルル・ロベール・リシェ（1913年にノーベル生理学・医学賞を受賞する）が1893年にギリシア語の「εκτος」（外の）と「πλσμα」（物質）を組み合わせてつくりだした造語。この造語は心霊主義で用いられるようになり、霊能者などが「霊の姿を物質化、視覚化させたりする際に関与するとされる半物質、または、ある種のエネルギー状態のもの」を指して用いられる。
サイコプラズム、アイドロン、幽物質とも呼ばれる。